# Magnus II de Noruega
Magnus II Haraldsson, rey de Noruega 1066-1069, hijo de Harald Haardrade y Tora Torbergsdatter. Elegido como rey de Noruega después de que su padre murió en la batalla de Stamford Bridge 1066. 1067-1069 rey con su hermano Olaf Kyrre. Murió envenenado, enterrado en Nidaros (Trondheim).

## Herencia
- Haakon Magnusson Toresfostre